# Sipí
Sipí es un municipio colombiano ubicado en el departamento de Chocó, fundado en 1556 por Diego Martín de Ávila con el nombre de San Agustín de Ávila, el cual desapareció posteriormente a causa de unas inundaciones y de diversos ataques de los indígenas Noanamaes. A raíz de aquello, sus habitantes decidieron trasladarse al sitio que hoy ocupa, dándole el actual nombre de Sipí.

## División Político-Administrativa
Además de su Cabecera municipal. Sipí tiene bajo su jurisdicción los siguientes Centros poblados:
- Buenas Brisas
- Cañaveral
- Loma de Chupey
- Marqueza
- San Agustín
- Santa Rosa
- Tanandó
- Teatino

## Historia
Sipí presenta una etapa histórica que se inicia en el año de 1534 con la fundación de Noanamá (hoy parte de Medio San Juan), Gobernación de San Juan; por parte de los españoles y habitada por indígenas Noanamaes y posteriormente por negros africanos. Los primeros fundadores de esta gobernación fueron Juan de Solís y Juan de la Cosa, comisionados para ello por Pascual de Andagoya. Es esta región la más antigua después de Santa María la Antigua del Darién.
En 1556 el conquistador Diego Marín de Ávila funda la población que actualmente se conoce como Sipí con el nombre de San Agustín de Ávila. Dicha población se convertiría en uno de los principales polos para la explotación minera del río San Juan. En 1596, ante la destrucción que hicieran los indígenas Nohonamaes de esta población, los vecinos españoles la reedificaron con el nombre de San Agustín de Sipí. Es esta la fecha que algunos historiadores han tomado como referencia de la fundación de Sipí.
En 1822 el general José María Cancino regresó al Chocó como Gobernador, basado en la ley 8.ª de octubre de 1821, por medio de la cual se establecen cabildos y se nombran algunos alcaldes indígenas, siendo el primer alcalde de Sipí el señor Ignacio Obebe, de Nohanamá. Los siguientes alcaldes fueron: Domingo Sequiza, de Tadó; Pedro Carrapama y el de Juntas del Tamaña (Nóvita), Antonio Sabogal. Esa misma ley incorporó el Chocó al Estado soberano del Cauca, incluyendo a Sipí como uno de los distritos del Cantón de San Juan, condición principal confirmada por el Decreto Ejecutivo n.º 1833, categoría asegurada hasta 1944, cuando por medio de la ley 2.ª de 1943 y el Decreto Ejecutivo 2451 se le rebaja a la condición de Corregimiento Intendencial. En esta condición permanece hasta el 15 de diciembre de 1956, cuando por medio de la ordenanza N° 14 del Consejo Administrativo Departamental, se le regresa a la categoría de municipio.

## Geografía
- Extensión total: 196.556 km²
- Extensión del área urbana: 15.13 km²
- Extensión del área rural: 196.540 km²
- Altitud de la cabecera municipal (m s. n. m.): 85
- Temperatura media: 25.4 ℃
- Distancia de referencia: 79 km a Quibdó

### Límites
- Norte: Los municipios de Nóvita y San José del Palmar.
- Oriente: El departamento del Valle del Cauca.
- Sur: El municipio Litoral de San Juan e Istmina.
- Occidente: El municipio de Medio San Juan.

## Organización territorial
Sipí está conformado por los siguientes poblados:
- Cañaveral
- Sanandó (resguardo indígena)
- San Agustín
- Tanando
- Charco Largo-La Unión
- Barrancón
- Santa Rosa

Otras comunidades ubicadas en la localidad son: Loma de Chupey, Teatino, Barrancón, Charco Hondo, Las Brisas y Chambacú.

## Economía
La principal actividad económica del municipio de Sipí es la minería de oro y platino, en las modalidades de minería media y artesanal o tradicional, que se realiza en inmediaciones del río Sipí (San Agustín) y Taparal. La actividad agrícola es minifundista, tradicional y familiar, y se realiza principalmente en tres zonas: La del río Sipí, la del sector Garrapatas y la de Taparal.

## Festividades
- Fiesta de San Ignacio de Loyola, celebrada anualmente en el mes de julio.
- Fiestas de San Antonio, Celebradas en Tanando
- Fiestas de la Virgen del Carmen, Celebradas en Santa Rosa.
- Fiestas de la Virgen de las Mercedes, Celebradas en Charco Largo.

## Instituciones de educación
- Centro Educativo Santa Teresita de Cañaveral.
- Centro Educativo Unión Charco Largo.
- Institución Educativa Agropecuaria San Agustín de Sipí (IEASA).